# Ricciella crystallina
Ricciella crystallina là một loài rêu trong họ Ricciaceae. Loài này được (L.) Warnst. mô tả khoa học đầu tiên năm 1902.